# Two Point Hospital
Two Point Hospital（ツー・ポイント・ホスピタル）は、イギリスのゲーム制作会社Two Point Studiosが開発し、2018年にセガが発売した病院経営シミュレーションゲームである。同年7月にはMicrosoft Windows・MacOS・Linux向けのゲームがSteam上で同年8月に発売されることが発表され、8月30日に発売が開始された。また、2020年2月にはPlayStation 4・Xbox One・Nintendo Switch向けのコンソール版が発売された。

## 概要
プレーヤーは病院の管理者となり、病院の建設や維持管理を行う。1997年にエレクトロニック・アーツから発売されたゲーム「テーマホスピタル」に多大な影響を受けており、コミカルに描かれた架空の病気を治療する病院を築き、かつ利益を上げることを目的としている。医師やアシスタントなどを雇い患者を治療するのみならず、自動販売機やベンチ、トイレの提供などを行うことで患者及びスタッフを満足させる必要がある。
先述の通りこのゲームでは架空の病気が存在し、頭に電球が存在する「Light-Headness」や、鍋(パン)がかぶさっている「Pandemic」、フレディ・マーキュリーの物真似を行ってしまう「Mock Star」などが存在する。

## 開発
ゲームデザインの開発には、マーク・ウェブリーやゲイリー・カー (ビデオゲーム開発者)など、「テーマホスピタル」のクリエイターたちが参加している。

### 音楽
効果音は、Cedar StudiosのTom PuttickとPhil FrenchがAudient ASP880プリアンプを使用し作成した。背景音のうち、木の音はイングランドのギルフォードで、川の音はスコットランドで、波の音はスペインのビーチで、スタッフの音声は制作元であるTwo Point Studiosにおいて録音された。その他の背景音は実際の病院において録音された。
当初の方針ではサンプリングされた音声は使用しない予定であったが、ゲームの世界観に合わせるために実際の音声を使用することとなった。音声製作者の2人によると最も苦労した部分の一つは、異なるゲーム進行速度においても同じ音声を提供することであった。

## 発売
2018年1月18日にYouTube上において、「Light-Headness」に悩む患者とそれを治療する「Two Point Hospital」のCMの体裁をとったショートムービーが公開された。コンピューター雑誌「Edge」は「テーマホスピタル」におけるBloaty Headの後遺症であると評した。
2018年2月18日には初のパブリックビューイングがPC gamerの週末イベントで行われ、テーマホスピタルには存在しなかった視点移動付きカメラの存在が明らかにされた。